# Соколово (озеро)
Соколово — озеро в Узункольском районе Костанайской области Казахстана. Находится в 20 км к юго-западу от села Пресногорьковка и 1 км южнее села Сокол.
По данным топографической съёмки 1959 года, площадь поверхности озера составляет 1,04 км². Наибольшая длина озера — 1,5 км, наибольшая ширина — 1,1 км. Длина береговой линии составляет 4,1 км, развитие береговой линии — 1,11. Озеро расположено на высоте 160,6 м над уровнем моря.